# Trồng trọt

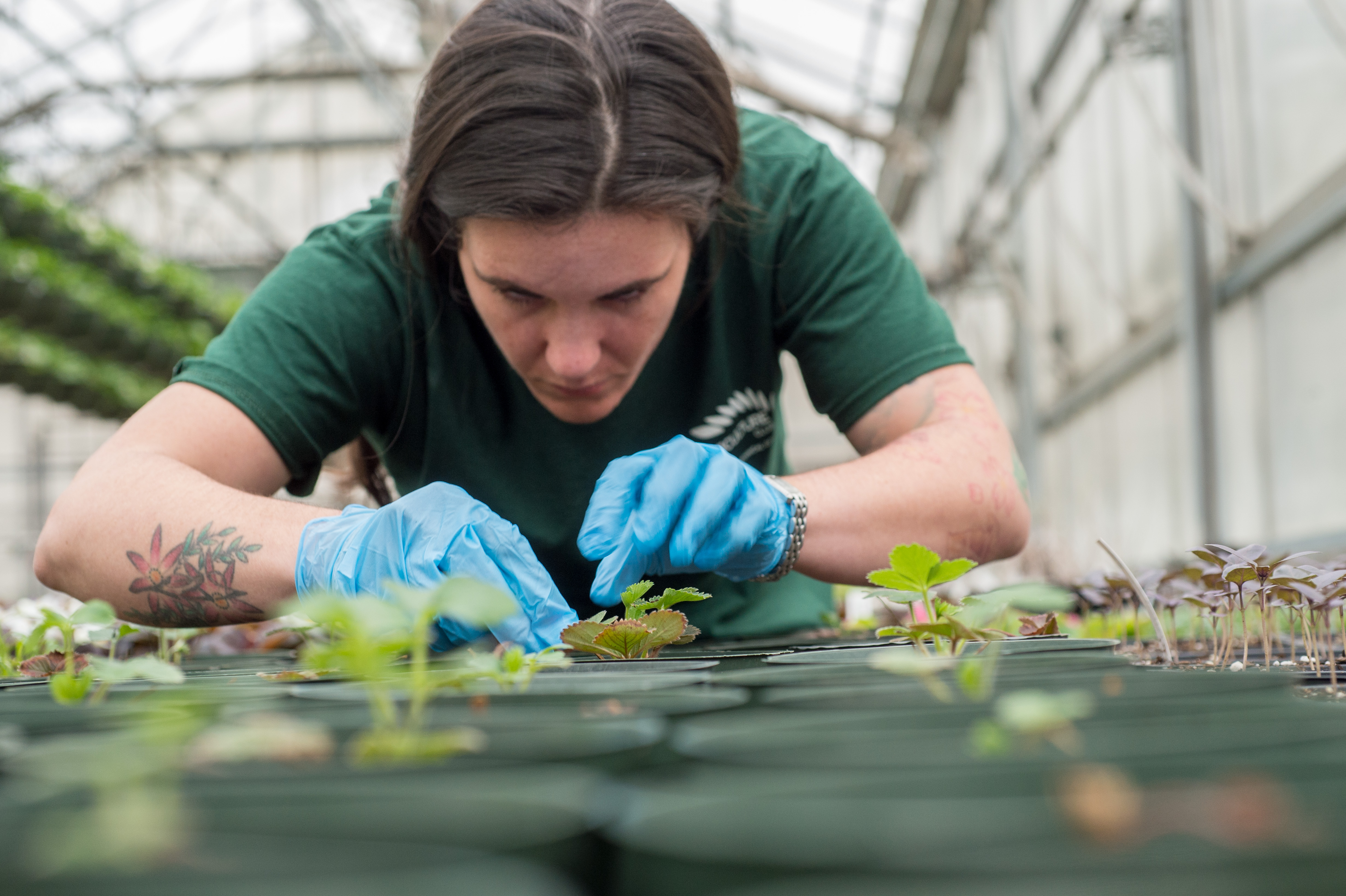
Một nhân viên đang trồng cây

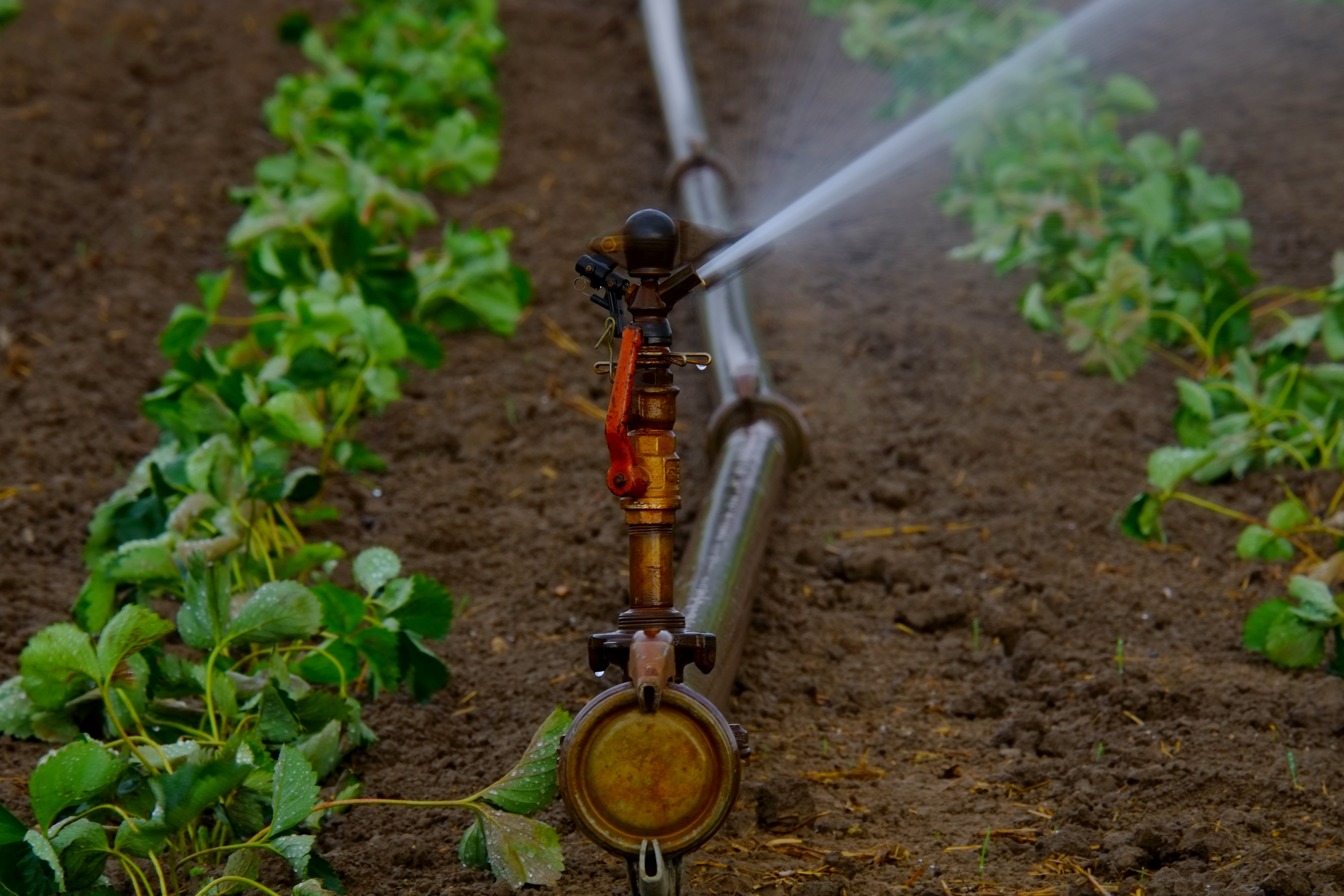
Hệ thống tưới cây tự động

Trồng trọt là hoạt động của con người nhằm tác động vào đất đai và giống cây trồng để tạo ra sản phẩm giống cây trồng trọt khác nhau.

## Vai trò
Trồng trọt cung cấp:
- Lương thực, thực phẩm cho con người
- Thức ăn cho chăn nuôi
- Nguyên liệu cho công nghiệp
- Nông sản để phục vụ kinh doanh trong nước và xuất khẩu

## Nhiệm vụ
- Đảm bảo lương thực, thực phẩm cho tiêu dùng trong nước & xuất khẩu.
- Phát triển giống cây trồng, tăng sản lượng

## Biện pháp
- Khai hoang, lấn biển. Một số nơi là đốt rừng làm rẫy
- Thâm canh, tăng vụ trên diện tích đất trồng.
- Áp dụng đúng biện pháp kĩ thuật trồng trọt.